# Archocentrus multispinosus
Archocentrus multispinosus és una espècie de peix de la família dels cíclids i de l'ordre dels perciformes.

## Morfologia
- Els mascles poden assolir 17 cm de longitud total.[1][2]

## Hàbitat
És una espècie de clima tropical entre 21 °C-36 °C de temperatura.

## Distribució geogràfica
Es troba a Centreamèrica: vessant atlàntic (des del riu Patuca -Hondures- fins al riu Matina -Costa Rica-) i vessant pacífic (des del riu Guasaule -Nicaragua- fins als rius Tempisque i Bebedero -Costa Rica-). Ha estat introduït a Heviz (Hongria).